# Sultanato di Malwa

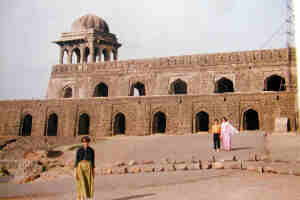
Padiglione Rupmati Rani a Mandav, capitale del Sultanato

Il Sultanato di Malwa fu un regno indipendente medioevale di origine afgana, nella regione di Malwa, nell'attuale Stato indiano del Madhya Pradesh, tra il 1392 ed il 1562.

## Storia

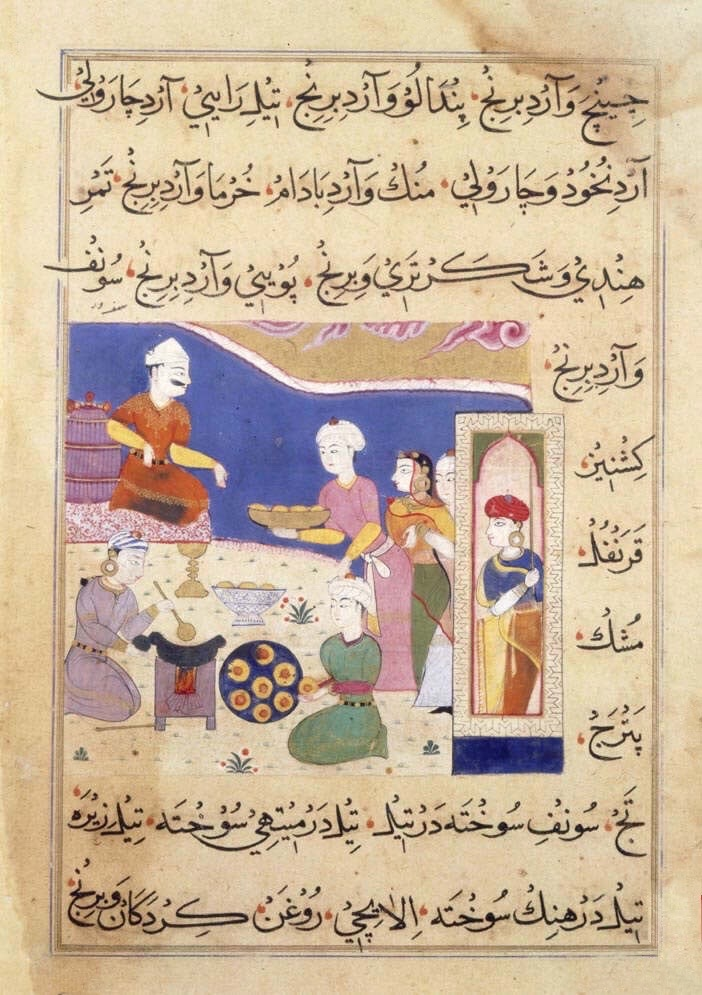
Preparazione del Vada per il desinare di Ghiyāth al-Dīn, Sultano di Mālwa, a Mandu

Il Sultanato di Malwa fu istituito da Dīlawar Khān Ghūrī, Governatore di Mālwa per incarico del Sultanato di Delhi, che dichiarò la sua indipendenza nel 1392, assumendo però le insegne ufficiali del potere solo nel 1401. Inizialmente la sua capitale fu Dhar, ma presto essa fu spostata a Mandu (Madhya Pradesh), che assunse il nuovo nome di Shadiābād (la città della gioia). 
Dopo la sua morte a Dīlawār, gli succedette il figlio Alp Khān, che assunse il nome di Hūshang Shāh. La dinastia Ghuride, creata a Mālwa da Dīlawār Khān Ghūrī, venne rimpiazzata da quella Khalji di Maḥmūd Shāh I, che si proclamò Re il 16 maggio 1436. 

La dinastia Khalji di Malwa, fondata da lui, governò Malwa fino al 1531. A Maḥmūd Khaljī I succedette il figlio primogenito Ghiyāth al-Dīn. I suoi ultimi giorni furono amareggiati da una lotta per la successione tra due suoi figli, con Nāṣir al-Dīn che emerse vincitore su ʿAlāʾ al-Dīn, ascendendo al trono paterno il 22 ottobre 1500.  L'ultimo sovrano Maḥmūd Shāh II si arrese invece a Bahādur Shāh, Sultano del Gujarāt dopo la caduta del Forte di Mandu nelle mani di Bahādur il 25 maggio 1531.
Durante il periodo 1531–1537, il Regno fu sotto il controllo di Bahādur Shāh, anche se l'Imperatore Mughal padshah Humāyūn se ne impadronì per breve tempo nel 1535-36. 
Nel 1537, Qādir Shāh, un ex-ufficiale della precedente dinastia Khaljī di Mālwa, riprese il controllo di una parte del regno, ma nel 1542, Shēr Shāh Sūrī conquistò il Regno, nominando Shujāʿat Khān suo Governatore. Suo figlio, Bāz Bahādur si dichiarò però nel 1555 indipendente dal Sultano del Bengala.
Nel 1561, un esercito di Akbar il Grande, condotto da Adham Khān e Pīr Muḥammad Khān, attaccò Mālwa e sconfisse Bāz Bahādur nella battaglia di Sarangpur (Madhya Pradesh) il 29 marzo 1561, segnando la conquista di Mālwa da parte mughal. Akbar subito chiamò a sé Adham Khān e affidò il comando di Mālwa a Pīr Muḥammad Khān. Questi attaccò Khandesh e procedette verso Burhanpur, ms fu sconfitto da una coalizione composta da Mīrān Mubārak Shāh II, della dinastia Fārūqī di Khandesh, Tufal Khān del Sultanato di Berar e dallo stesso Bāz Bahādur. Pīr Muḥammad morì mentre si ritirava e l'esercito confederato vittorioso inseguì i Mughal e li cacciò da Mālwa. Bāz Bahādur recuperò il suo Regno per un breve periodo, perché nel 1562 Akbar inviò un nuovo esercito, al comando dell'Uzbeko ʿAbdullāh Khān,  che infine sconfisse Bāz Bahādur che fuggì a Chittor. Divenne così Governatore di Mālwa per conto dell'Impero Mughal, con sede a Ujjain.

## Regnanti

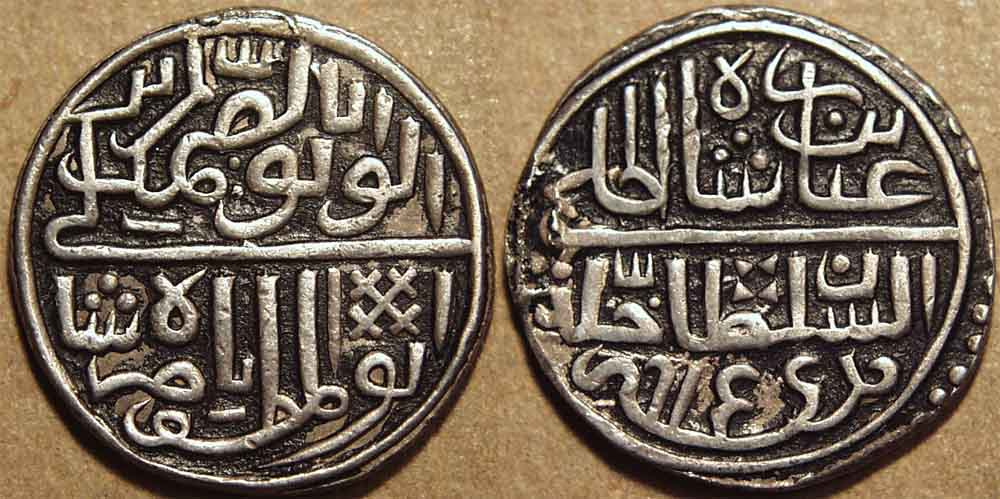
Mezza tānkā d'argento di Nāṣir Shāh, datata 915E. (= 1509–1510 d.C.)
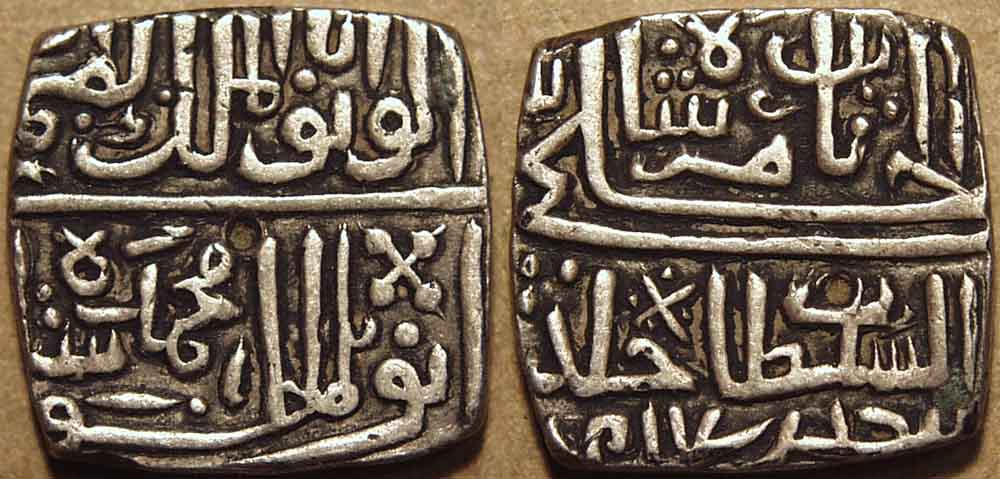
Mezza tānkā d'argento di Muḥammad Shāh II datata 917E. (= 1511–1512 d.C.)
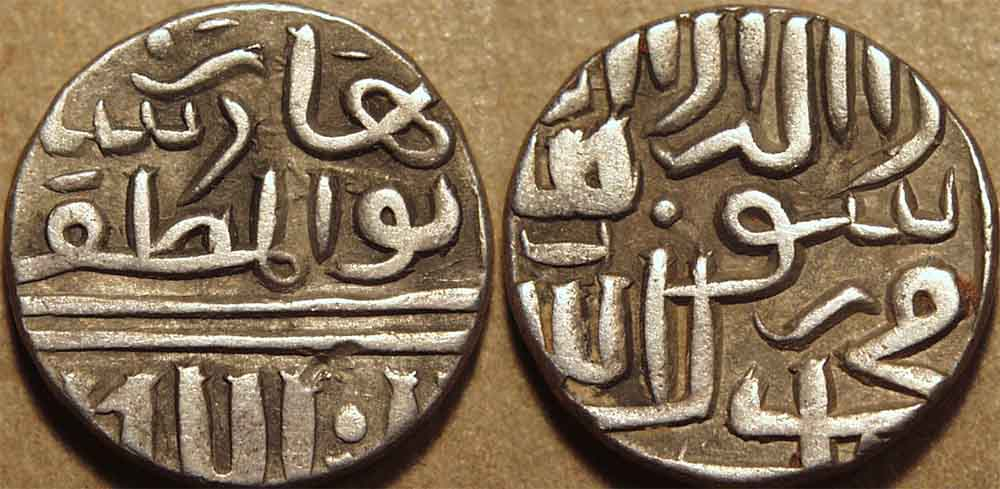
Tānkā d'argento di Bāz Bahādur

### La dinastia Ghuride (1401–36)
1. Dilawar Khan 1401–1406
2. Ḥusām al-Dīn Hūshang Shāh 1406–1432
3. Tāj al-Dīn Muḥammad Shāh I 1432–1436

### La dinastia Khaljī (1436–1531)
1. ʿAlāʾ al-Dīn Maḥmūd Shāh I 1436–1469
2. Ghiyāth al-Dīn Shāh 1469–1500
3. Nāṣir al-Dīn Shāh 1500–1510
4. Shihāb al-Dīn Maḥmūd Shāh II 1510–1531

### Periodo Moghul
1. Bahādur Shāh (Sultano del Gujarat) 1531–1537
2. Humāyūn (Imperatore mughal) 1535–1536

### Gli ultimi regnanti
1. Qādir Shāh 1537–1542
2. Shujāʿat Khān (Governatore di Shēr Shāh Sūrī) 1542–1555
3. Bāz Bahādur 1555–1561